# Egbert van Kampen
Pour les articles homonymes, voir Van Kampen.
Egbert Rudolf van Kampen (né le 28 mai 1908 à Berchem (Anvers) et mort le 11 février 1942 à Baltimore) est un mathématicien néerlandais. Il a fait des contributions importantes à la topologie, en particulier à l'étude des groupes fondamentaux.

## Biographie
Van Kampen fut collégien à La Haye puis étudiant à l'université de Leyde à partir de 1924. En 1927, lors d'une visite à l'université de Göttingen, il rencontra Bartel Leendert van der Waerden et Pavel Alexandrov, qui l'intéressèrent à la topologie. En été 1928, il séjourna à l'université de Hamburg auprès d'Emil Artin, ce qui conduisit à sa première publication, donnant un contre-exemple à une conjecture d'Artin en théorie des nœuds. De retour à Leyde, il soutint en 1929 son doctorat, dirigé par Willem van der Woude. En 1930, il fut assistant à Delft de Jan Arnoldus Schouten, spécialisé en analyse tensorielle, et publia avec lui.
En 1931, van Kampen accepta un poste à l'université Johns-Hopkins à Baltimore, dans le Maryland. Il y rencontra Oscar Zariski, qui avait travaillé sur le groupe fondamental du complémentaire d'une courbe algébrique et en avait trouvé des générateurs et relations, mais n'arrivait pas à prouver que cela constituait une présentation de ce groupe, c'est-à-dire qu'il avait découvert suffisamment de relations. Van Kampen résolut le problème par l'affirmative, et ce résultat porte à présent le nom de théorème de Zariski-van Kampen. Ceci conduisit van Kampen à formuler et démontrer son théorème sur le groupe fondamental d'une réunion de deux ouverts connexes par arcs.
À partir de 1933, il fréquenta entre autres John von Neumann à l'Institute for Advanced Study à Princeton, où il étendit des théorèmes de dualité en topologie algébrique que Lev Pontryagin venait de démontrer dans le cas particulier des groupes compacts abéliens, élaborant ainsi la dualité de Pontryagin-van Kampen. Collaborer avec von Neumann et faire connaissance avec Aurel Wintner à l'université Johns-Hopkins le conduisirent, en 1937, à travailler sur les fonctions presque périodiques. Il collabora aussi avec Mark Kac et Paul Erdős (son nombre d'Erdős est 1).
À la fin des années 1930, on lui diagnostiqua un cancer. Il fut opéré à plusieurs reprises mais succomba, début 1942.